# أمور دي كوزموس
أمور دي كوزموس (بالإنجليزية: Amor De Cosmos)‏ (20 أغسطس 1825 في ويندسور ‏ - 4 يوليو 1897 في فكتوريا ، كولومبيا البريطانية) سياسي، وصحفي، ومصور من كندا.